# Torymus neepalensis
Torymus neepalensis är en stekelart som beskrevs av T.C. Narendran 1994. Torymus neepalensis ingår i släktet Torymus och familjen gallglanssteklar. Inga underarter finns listade i Catalogue of Life.